# میمنه
مَیمُنه یا شادی‌آباد شهر و مرکز ولایت فاریاب در شمال غربی افغانستان است. که در فاصله تقریباً ۴۰۰ کیلومتری شمال غربی کابل، پایتخت کشور واقع شده‌است. این شهر را با ۱۹۴٬۴۷۳ نفر جمعیت در سال ۲۰۲۰، از بزرگترین شهرهای شمال غربی افغانستان می‌باشد.

## پیشینه
این شهر دارای ریشه باستانی است. قدمت ارگ میمنه به اوایل عصر آهن برمی گردد و موجودیت مواد سرامیکی غار بیلچیراغ که در مجاورت میمنه قرار دارد، مربوط به دوران پارینه سنگی و اواخر عصر نوسنگی و مفرغ است.
پس از اسلام در قرون اول و دوم هجری میمنه محل اقامت مالک گوزگانان، آخرین بازماندگان کوشانیان کوچک بود که پس از آن تحت کنترل سلسله بومی آل فریغون درآمد. از قرن سوم تا پنجم میلادی این منطقه توسط چندین دودمان ازجمله صفاریان، سامانیان، غزنویان، سلجوقیان و خوارزمشاهیان قرار داشت. در قرن ششم و هفتم این منطقه توسط مغولان مهاجم ویران شد. مدتها طول کشید تا این منطقه، از خساراتی که خارجیان کوچ نشین و مهاجمان ترک-مغول از شمال آسیای میانه متحمل شده بودند، رونق یابد. جمعیت این منطقه کم شده و تجارت آن بسیار ضعیف گردید اما برای بازماندگان به اندازه کافی زمین کشاورزی بود.
در قرن شانزدهم، نفوذ ترکان ازبک با حمله محمد شیبانی به ترکستان افغانی و هرات با تصرف میمنه آغاز شد. اوضاع میمنه دوباره پیچیده شد. با این حال، شیبانیان از صفویان شکست خوردند اما عناصر ازبک از آن زمان تا به امروز هنوز در منطقه مسلط اند. در آن زمان میمنه تبدیل به مرکز خانات میمنه و یک مرکز تجارتی مهم شد و همچنین دروازه ای برای ورود به ترکستان از هرات و ایران بود. این شهر به عنوان مرکز فرهنگی و بازرگانی مهم برای کل منطقه خدمت می‌کرد و برای برقراری ارتباط بین ایالت‌ها و مردمان مختلف عمل می‌کرد. اوج رشد و پیشرفت میمنه تحت حاکمیت اشتراخانیان صورت گرفت و میمنه به یکبارگی نوزایی ناگهانی را تجربه کرد.
در ۱۸۷۶، تحت سلطنت امیر شیرعلی خان این شهر به دست پادشاهی کابل افتاد و به سختی ویران شد. در نتیجه، تنها ده درصد از جمعیت زنده مانده بودند در حالی که بخش عمده ای یا کشته شدند یا پس از کشتار هولناک شهر را به مناطق دیگر ترک کردند.
در قرن بیستم، شهر یک بار دیگر با دیوارها و برجهای ضخیم به شدت محصور شد و توسط خندق احاطه گردید. در سال ۱۹۳۴، بازسازی شهر آغاز شد و در سال ۱۹۴۹ قسمت‌های شمالی شهر قدیمی تجدید شد، ارگ شهر قدیمی به پارک تغییر یافت. میمنه تا زمان تجزیه ولایت مرکز اداری ولایت میمنه بود.
به عنوان بخشی از عملیات نیروهای کمک بین‌المللی امنیت در افغانستان، یک تیم بازسازی ولایتی به سرپرستی نروژ قبلاً در این ولایت فعالیت می‌کرد. در این تیم سربازان لتونی نیز حضور داشتند.

## نام
در قرون‌وسطی آن را یهودان و یهودیه می‌گفتند و غالباً مرکز جوزجان شمرده می‌شد. یاقوت که آن را یهودان بزرگ نامیده‌است، مؤلف شهرهای آریانا می‌نویسد: «میمنه بار اول از طرف اسرائیلی‌هایی که (بخت النصر) فرستاده بود، آباد گردید. ولی بعداً مسلمانان به فال نیک گرفته، میمنه گفتند که معنی شهر ‹خجسته› را می‌رساند.»

## جغرافیا
میمنه از حیث موقعیت جغرافیایی در۳۶ درجهٔ عرض البلد شمالی و در ۶۵ درجهٔ طول البلدشرقی قرار دارد.

## محلات

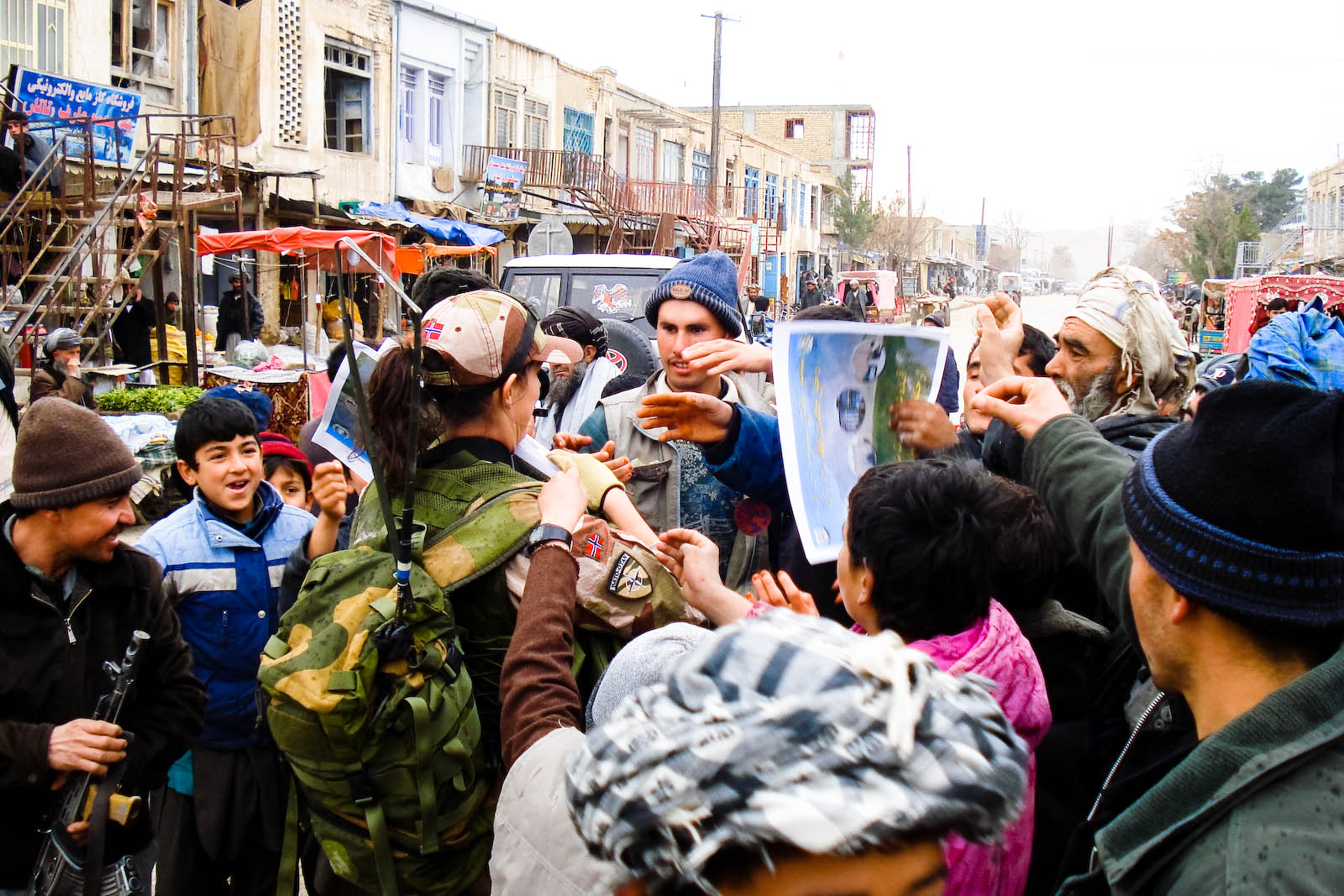
بازار میمنه

از محله‌های این شهر می‌توان به چهارسماور، کوهی‌خانه، سمنت کوبریک، عرب‌خانه و دروازهٔ هرات اشاره کرد.
تگاب، جمعه بازار، ترخچی از دیگر اماکن این شهر است.

## سرشناسان
از بزرگان آن می‌توان دانشمند ابونصر فارابی، ظهیرالدین فاریابی شاعر، غلام‌محمد میمنگی نقاش، داکتر عبدالاحد قاریزاده رئیس قوانین و بررسی پیشین، داکتر نقیب الله فایق والی، نظام الدین قیصاری فرماندهٔ پولیس قیصار، استاد کاظم امینی استاد دانشگاه را نام برد. از شهیدان شهر میمنه می‌توان به شهید عبدالوحید خاکسار، شهید غلام حیدر رئیسی ملقب به داملا نام برد.

## امکانات
در سال ۱۳۸۵ خورشیدی پروژهٔ برق فاریاب به کمک مالی جمهوری هند به راه افتاد و اکنون ۴۵ هزار تن از باشندگان شهر میمنه از آن بهره می‌گیرند. برق این پروژه از کشور ترکمنستان تأمین می‌شود.
این شهر یک باند خاکی برای فرود هواپیما نیز دارد.
گروه بازسازی نروژی از سوی ایساف در میمنه مستقر است.

## پی‌نوشت‌ها
1. 1 2  «برآورد نفوس کشور:١٣٩٩» (PDF). اداراه احصائیه مرکزی افغانستان. ٢٨ می ٢٠٢٠. بایگانی‌شده از اصلی (PDF) در ۳ ژوئیه ۲۰۲۰ والی فعلی میمنه داملا گل احمد مبشر می‌باشدکه نقش بسزایی در سقوط ولایت فاریاب داشت شخص مذکور در ولسوالی قیصار درقریه چرخی متولد شده و از جمله افراد کلیدی ملا یعقوب وزیر دفاع طالبان در سمت شمال افغانستان است. دریافت‌شده در ٢٨ می ٢٠٢١. تاریخ وارد شده در |تاریخ بایگانی= را بررسی کنید (کمک)
2. ↑  "The State of Afghan Cities report2015". Archived from the original on 2015-10-31.
3. ↑  David Chaffetz (1981). A Journey Through Afghanistan. University of Chicago Press. pp. 63–. ISBN 978-0-226-10064-7.
4. ↑  لسترینج، گای (۱۳۹۳). جغرافیای تاریخی سرزمین‌های خلافت شرقی. تهران: علمی و فرهنگی. ص. ۴۵۰. شابک ۹۷۸-۹۶۴-۴۴۵-۱۰۵-۸.
5. ↑  IPOWER[پیوند مرده]
6. ↑  «غلام محمد میمنه گی یا نقاش افسانوی این نگارنده خیلی خوردسال بودم که می‌شنیدم پروفیسور غلام محمد میمنگی مناظری را ترسیم می‌کند که». بایگانی‌شده از اصلی در ۱۹ مه ۲۰۰۸. دریافت‌شده در ۶ فوریه ۲۰۰۸.
7. ↑  «دفتر رئیس‌جمهور: حامد کرزی، کاربازسازی سرک اندخوی-میمنه-بالا مرغاب وبهره‌برداری از پروژه برق ۱۱۰ ولت ولایت فاریاب را افتتاح کرد. - ۷ قوس ۱۳۸۵». بایگانی‌شده از اصلی در ۲ دسامبر ۲۰۰۸. دریافت‌شده در ۶ فوریه ۲۰۰۸.
8. ↑  IPOWER[پیوند مرده]
9. ↑  «ایساف». بایگانی‌شده از روی نسخه اصلی در ۱۷ ژوئیه ۲۰۰۷. دریافت‌شده در ۱۷ ژوئیه ۲۰۰۷.